# Klæmint Olsen
 Der er flere personer med dette navn, se Klæmint Olsen (fodboldspiller).
Clement Olsen, kaldet Klæmint Olsen (10. februar 1842 i Leirvík –10. marts 1912 i Klaksvík) var en færøsk embedsmand og politiker fra Sambandsflokkurin.
Han var sysselmand og postekspeditør i Norðoyar fra 1871 til 1910 og var formand (borgmester) for kommunalbestyrelsen for Norðoya prestagjalds kommuna 1872–1908. Olsen var indvalgt på Lagtinget fra Norðoyar 1877–1912, Landstinget 1886–1894, samt Folketinget 1898–1901. Ved landstingsvalget i 1894 var han blevet slået af præsten Frederik Petersen, som opnåede 11 af 20 stemmer. Han var med til at stifte partiet Sambandsflokkurin i 1906.